# Lobogenesis antiqua
Lobogenesis antiqua är en fjärilsart som beskrevs av Brown. Lobogenesis antiqua ingår i släktet Lobogenesis och familjen vecklare. Inga underarter finns listade i Catalogue of Life.